# Sunshine Ruby
Sunshine Ruby (* 19. Oktober 1939 in Myrtle Springs, Texas; eigentlich Ruby Jewell Bateman) ist eine US-amerikanische Country-Musikerin. Anfang der 1950er-Jahre avancierte Sunshine Ruby zum Kinderstar in der texanischen Country-Szene.

## Leben

### Kindheit und Jugend
Ruby Batesman wurde in Myrtle Springs geboren, dass ca. 50 Meilen von Dallas entfernt liegt. Bereits sehr früh begann sie Erfahrungen auf der Bühne bzw. vor Publikum zu sammeln und trat auf Schulveranstaltungen und Nachbarschaftsfesten auf. Mit elf Jahren wurde sie von den Shelton Brothers entdeckt und für ihren Texas Barn Dance engagiert.

### Karriere
Sunshine Rubys Auftritte (unter diesem Namen trat sie von da an auf) im Barn Dance wurden zu einem durchschlagenden Erfolg. Danach hatte sie zusammen mit Joe Shelton, einem Bruder der Sheltons, eine gemeinsame Show auf dem Radiosender KTER in Terrell, Texas.
An einem Wochenende war sie in Dallas und hatte durch Zufall die Gelegenheit, in einer Show des Big D Jamborees aufzutreten. Produzent Al Turner maß dem Auftritt des jungen Mädchens keine große Bedeutung zu und ließ sie einen Song singen. Das Publikum war jedoch so begeistert, dass Sunshine Ruby erst nach dem dritten Song die Bühne verlassen konnte. Sie wurde danach sofort als festes Mitglied in die Show integriert. Ihre Auftritte machten sie bald in ganz Texas populär und als „Sweetheart of the Big D Jamboree“ bekannt. Talent-Scouts des Majorlabels RCA Victor sahen Ruby 1953 im Jamboree und nahmen sie für RCA unter Vertrag.
Rubys erste Single erschien noch im selben Jahr mit Too Young To Tango b/w Hearts Weren't Meant To Be Broken. Ihre Sessions für RCA wurden in Nashville mit Studiomusikern abgehalten, die ihre Arbeit mit dem kleinen 13-jährigen Mädchen aber keinesfalls ernst nahmen. Vor allem Gitarrist George Barnes schweifte ob in jazzige Impro-Soli ab, anstatt übliche Country-Licks zu verwenden, die zu Rubys Stimme weitaus besser gepasst hätten. Dadurch verschlechterte sich die Qualität der Songs deutlich und ihre Singles kamen nicht über kleine Erfolge hinaus. Auch einige Duette mit dem Teenager-Idol Tommy Sands konnten keine Abhilfe schaffen.
1955 zog Sunshine Ruby sich aus dem Musikgeschäft zurück, heiratete und gründete eine Familie. 2005 wurde von Binge Discs eine CD unter dem Titel Sweetheart of the Big D Jamboree mit ihren Werken herausgegeben. In jüngster Vergangenheit wirkte Ruby als ehemaliges Mitglied des Big D Jamborees an einer TV-Dokumentation über die Show mit, die 2008 gesendet wurde.

## Diskografie
| Jahr       | Titel                                                             | #       | Anmerkungen |
| ---------- | ----------------------------------------------------------------- | ------- | ----------- |
| RCA Victor |                                                                   |         |             |
| 1953       | Too Young To Tango / Hearts Weren't Meant To Be Broken            | 20-5250 |             |
|            | Nobody Asked Me To Dance / Datin‘                                 | 20-5374 |             |
|            | Too Old For Toys / Little Girl Love                               | 20-5467 |             |
|            | Too Fat For The Chimney / I Wanna Do Something For Santa Claus    | 20-5474 |             |
|            | That Ain’t In Any Catalog / I Got My First Kiss Last Night        | 20-5582 |             |
|            | I’m So Bashful / I Think He Winked At Me                          | 20-5806 |             |
|            | Hankerin‘ / Don’t You Kow I Love You                              | 20-5860 |             |
|            | My Daddy Has Two Sweethearts / I Don’t Care What The General Says | 20-5930 |             |